# Asche Burchard Karl Ferdinand von Campe
Asche Burchard Karl Ferdinand von Campe (auch kurz Asche von Campe; * 9. Oktober 1803 in Wickensen; † 14. Oktober 1874 in Braunschweig) war ein braunschweigischer Staatsmann.

## Leben

### Ausbildung und Richter
Campe war Sohn eines Braunschweiger Militärs. Er besuchte die Gymnasien in Braunschweig und Holzminden. Anschließend studierte er an der Universität Göttingen Rechtswissenschaften. Nach einer Studienreise durch die deutschen Lande trat er am 1. Januar 1827 als Auditor beim Distriktsgericht in Holzminden in den braunschweigischen Staatsdienst. Dort wurde er am 26. August 1831 zum Assessor und stimmführenden Mitglied befördert. Im selben Jahr wurde er Mitglied der Braunschweiger Ständeversammlung.
Campe erhielt 1837 eine Anstellung als Assessor beim Landesgericht Wolfenbüttel und 1840 die Ernennung zum Hofrat. An diesem Gericht wurde er zum Oberlandesgerichtsrat befördert. Am 4. Februar 1845 erhielt er die Stellung des Direktors am Kreisgericht in Braunschweig, die er bereits am 17. November 1849 aufgrund von Verpflichtungen auf dem geerbten Familienbesitz in Deensen aufgeben musste. Allerdings war er dort wenig zufrieden und kehrte bereits zum 24. Juni 1851 als Direktor des Kreisgerichts in Holzminden in den Staatsdienst zurück.

### Braunschweigischer Staatsmann
Campe ließ sich als Gutsbesitzer in der Gruppe der Höchstbesteuerten nach Inkrafttreten des Landesgrundegesetzes 1851 in die Ständeversammlung wählen. Als Mitglied der Ständeversammlung nahm er an den Beratungen über die Veränderung der Landesverfassung und die darauf basierenden Organisationsgesetze mit großem Engagement teil und zog damit die Aufmerksamkeit des Staatsministeriums und des Landesherrn auf sich.
Campe wurde, als der Staatsminister Wilhelm von Schleinitz verstorben war, am 17. November 1856 mit dem Titel Geheimrat ein stimmführendes Mitglied im braunschweigischen Staatsministerium und erhielt dort das Departement der Justiz zugeteilt. Nachdem auch der Staatsminister August von Geyso verstorben war, übernahm er den Vorsitz im Staatsministerium. Dadurch waren ihm auch die auswärtigen Angelegenheiten übertragen sowie das Unterstützungswesen. Ebenfalls erhielt er die Aufgaben des Ordenskanzlers des braunschweigischen Ordens Heinrichs des Löwen. Im Jahre 1862 erhielt er schließlich die Ernennung zum Staatsminister sowie das Prädikat Exzellenz.
Campe erhielt 1867 das Amt des Bevollmächtigten des Herzogtums Braunschweig beim Bundesrat. Außerdem blieb er bis zu seinem Tod als Staatsminister aktiv. Ein von ihm ausgearbeitetes liberales Wahlgesetz fand zwar Anerkennung bei der Bevölkerung, wurde jedoch nicht verabschiedet. Er starb nach kurzer Krankheit im Amt. Er war verheiratet, die Ehe blieb kinderlos.